# Pierre Viansson-Ponté
Viansson Pierre-Ponte (Loire-Atlantique,  2 de agosto de 1920 - , 7 de maio de 1979) foi um jornalista francês. Ele estudou com os jesuítas e serviu como cadete de tanque em 1940, participando ativamente da Resistência.
Doutor em Direito, ele começou no jornalismo na AFP 1945-1952. Ele co-fundou a L'Express e foi o editor deste jornal de 1953-1958.
De 1958 até sua morte, ele descreveu de forma brilhante comentários sobre acontecimentos políticos no Le Monde, ocupando vários cargos: Chefe do Serviço Político (1958), Redator Chefe Adjunto (1969) e Editorialista do Conselho de Direção (1972).
Escreveu em 15 de março de 1968 um artigo que se tornou muito famoso, quando a França está entediada, anunciando os acontecimentos de 68 de Maio (Lamartine havia usado a fórmula na Monarquia de Julho). Sua última coluna foi publicada na edição, anunciando sua morte. Foi uma das maiores figuras da imprensa francesa, que a visão só foi igualada por modéstia. "Eu amo a política, como outros[amam] o teatro ", disse ele.
Pierre Viansson-Ponté exerceu o mandato de Conselheiro Municipal  de Bazoches-Guyon (Yvelines) e lecionou na Universidade de Paris I-Sorbonne.